# Марія-Анастасія Мономах
Марія-Анастасія Мономах (?—1067) — перша дружина Великого князя київського, Переяславського та Чернігівського Всеволода I Ярославича, дочка візантійського імператора Костянтина IX Мономаха (за іншою версією небога).

## Життєпис
Походила з візантійського аристократичного роду. Дочка (за іншою версією небога) Костянтина IX Мономаха, візантійського імператора, та Олени Склірени (дочки магістра Василя Скліра і онуки доместика Сходу Барди Скліра).
На думку Леонтія Войтовича була дочкою Костянтина Мономаха від першого шлюбу з Оленою Скліриною, до того як він став імператором. Дослідник Л. Махновець вважає, що Мономах оженився на своїй коханці Марії Склірині (двоюридній сестрі Олени Склірини) післі смерті імператриці Зої. Згодом народилася Марія-Анастасія. Стосовно імені також є диспути серед науковців. Згідно з власною печаткою ім'я її було Марія, а відповідно до Видубицького пом'яника — Анастасія. Можливо, одне з імен чернече (перед смертю княгиня могла прийняти чернецтво, як це тоді практикувалося).
У 1046 році вийшла заміж за Всеволода, сина великого князя Ярослава I, що було результатом політичної угоди між імператором Костянтином IX та великим князем Київським після військового походу русинів на Константинополь 1043 року. вважається, що на той момент Марія-Анастасія була доволі молодою, оскільки первісток її з Всеволодом з'явився лише через 7 років після укладання шлюбу.
Більшість часу прожила у Переяславі, де її чоловік був князем. Вона не встигла стати великою княгинею Київською. Померла у 1067 році. Поховано її у Видубицькому монастирі.

## Родина
Чоловік — Всеволод I, великий князь Київський у 1076—1077 та 1078—1093 роках
Діти:
- Володимир Мономах — Великий князь київський у 1113—1125 роках.
- Анна Всеволодівна — засновниця і настоятельниця Янчиного монастиря